# 緑ヶ丘女子中学校・高等学校

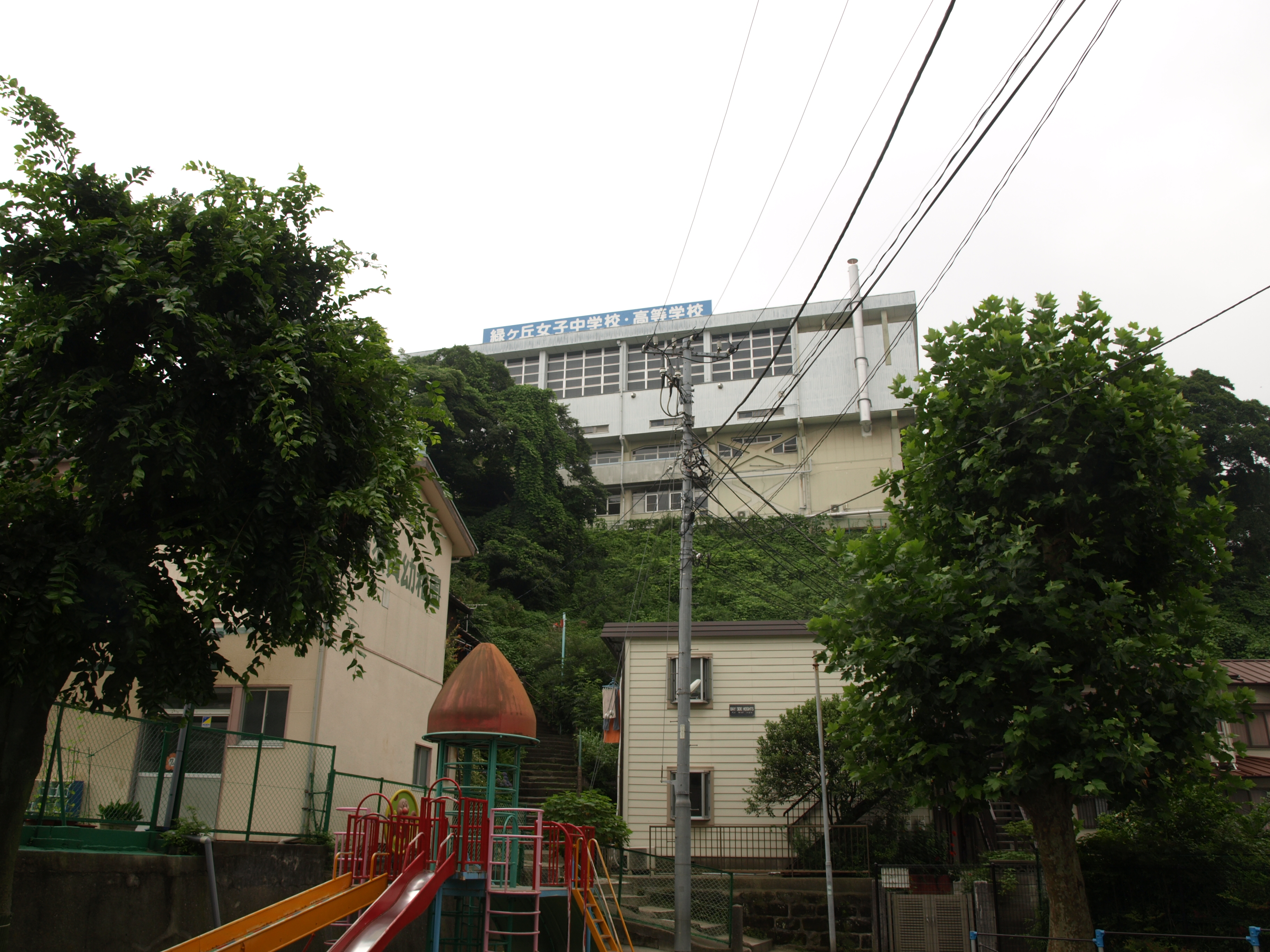
横須賀市街地より校舎を望む

緑ヶ丘女子中学校・高等学校（みどりがおかじょしちゅうがっこう・こうとうがっこう）とは、神奈川県横須賀市緑が丘にある私立女子中学校・高等学校。中高一貫教育を行うキリスト教主義学校である。

## 概要
創立者の吉氷貫一が、女性の育成が新日本建設の基であると志し「至誠一貫」を建学の精神として設立した学校である。キリスト教の愛の精神に基づいた教育を行っており、月1回行われる朝の礼拝、週1回の聖書研究の授業がある。
中学校では認可翌年および翌々年に男子の入学生があり、男女共学の時期があったが、現在は中学校・高等学校ともに女子校である。高校は設立時より女子校であり、現在まで続いている。
また、校則による服装・頭髪検査や礼儀作法などに厳しく、女性としての自立精神と他者への心配り、所作も美しい女性を育む。
2025年（令和7年）度以降、中学校生徒の募集を一時停止。
2024年（令和6年）12月23日に学校法人神奈川歯科大と学校法人緑ケ丘学院が協定を締結し、2026年（令和8年）4月1日から神奈川歯科大学の系属校となることとなった（歯科大の系属校は全国初）。

## 設置学科
- 中学校
- 高等学校全日制課程
  - 総合・進学コース
  - 特進・看護医療コース
  - 幼児教育コース

## 象徴

### 校章
子葉から始まり成長していく緑の葉が5枚重なったものである。この大小5枚の葉は、問いを重ねるごとに学力を磨き、協調性を大切に、のびのびと成長してほしいという願いを表している。

### 校歌
作詞：宮澤章二　作曲：宮原禎次

### 制服
紺のブレザー（シングル3ボタン）にチェックのプリーツスカート、ストライプのリボンタイまたはネクタイを付ける。
2001年（平成13年）度入学者から現行制服を採用した。1951年（昭和26年）度から2000年（平成12年）度入学者までの旧制服は、紺のボレロとジャンパースカート（脇の空いたデザイン）に黒いリボンタイを結び、指定靴は黒のストラップシューズであった。1990年代には夏服としてチェックのベストとスカート（現行制服とは色柄が異なる）も追加された。それ以前は、1949年（昭和24年）から1951年（昭和26年）までセーラー服が標準服として定められていた。

## 沿革
- 1947年3月 - 横須賀女子商業学校設立認可
- 1947年6月 - 緑ヶ丘中学校に校名変更
- 1949年2月 - 緑ヶ丘高等学校設立認可
- 1951年6月 - 校章制定
- 1953年12月 - 校歌制定
- 1967年5月 - 吉氷貫一理事長が藍綬褒章受章
- 1997年9月 - 弓木山運動場完成
- 1997年11月 - 緑ヶ丘学院創立50周年式典
- 2001年4月 - 緑ヶ丘女子高等学校に校名変更
- 2001年4月 - 緑ヶ丘女子中学校再開
- 2001年4月 - 制服を改める
- 2007年11月 - 緑ヶ丘学院創立60周年式典
- 2017年6月 - 創立70周年式典

## 部活動
| - バレーボール - バスケットボール - テニス - バドミントン - 新体操 - 剣道 - 空手道 - バトン - ダンス - ソフトボール - 卓球 | - 社会 - 音楽 - 写真 - 理科 - 英語 - 演劇 - イラスト - 吹奏楽 - 料理 - 聖書研究 - 華道 - 茶道 - 書道 - 美術 - 軽音楽 |

## 交通
- 京浜急行電鉄本線汐入駅 徒歩5分
- 横須賀線（JR東日本）横須賀駅 徒歩15分

## 著名な出身者
- 渡辺真知子（歌手）[5][6]
- 岡本美佳（体操指導者）[7]
- 國分征（東京大学名誉教授）